# Fusedmarc
Fusedmarc er et litausk band, der består af forsangeren Viktorija Ivanovskaja, multiinstrumentalist Denisas Zujevas og visual designer Stasys Žakas. Bandet repræsenterede Litauen i Eurovision Song Contest 2017 med sangen "Rain of Revolution" De opnåede en 17. plads i semifinale 2, og de kvalificerede sig dermed ikke til finalen.